# Eviota spilota
Eviota spilota är en fiskart som beskrevs av Lachner och Karnella, 1980. Eviota spilota ingår i släktet Eviota och familjen smörbultsfiskar. Inga underarter finns listade i Catalogue of Life.